# بيلي كلانتون
بيلي كلانتون (بالإنجليزية: Billy Clanton) هو راعي البقر أمريكي، ولد في 1862 في مقاطعة هاميلتون في الولايات المتحدة، وتوفي في 26 أكتوبر 1881 في تومبستون في الولايات المتحدة بسبب إصابة بعيار ناري.